# Queen Emeraldas
Queen Emeraldas (クィーン・エメラルダス) est un manga de Leiji Matsumoto. Il a été prépublié entre 1977 et 1978 dans le magazine Weekly Shōnen Magazine et a été compilé en un total de quatre volumes. La version française a été publiée par Kana dans une édition intégrale en décembre 2014.
Une adaptation en OAV a été produite en 1998.

## Synopsis
Queen emeraldas conte l'histoire d'Emeraldas, une femme immortelle qui navigue à travers le cosmos à bord de son vaisseau le « Queen Emeraldas » (d'où le titre de l'œuvre). Naviguant tel un fantôme, crainte et admirée à la fois, c'est une femme solitaire, mélancolique et sans pitié, qui est prête à tout pour défendre ses rêves.
L'histoire débute sur la planète d'Argyre, lorsque le jeune Hiroshi Umino s'y écrase avec son vaisseau accidentellement. Son vaisseau était le seul moyen pouvant le conduire jusqu'à ses rêves, il perd espoir après sa destruction. Il fait alors la rencontre d'Emeraldas, qui lui sauve la vie. Elle lui rappelle la raison pour laquelle il s'est élancé dans l'espace : conquérir la liberté.

## Personnages
- Emeraldas
- Hiroshi
- La reine Bararuda
- Albator
- Tochiro
- La sirène
- Le bar man

## Adaptation
- Queen Emeraldas : l'adaptation en OAV.